# Milliystadion
Het Bunyodkorstadion is een multifunctioneel stadion in Tasjkent, de hoofdstad van Oezbekistan. In het stadion is plek voor 34.000 toeschouwers.
Het wordt vooral gebruikt voor voetbal: de voetbalclub FC Bunjodkor maakt gebruik van dit stadion. Ook het nationale elftal maakt er weleens gebruik van.
Het stadion is gebouwd op de grond van het oude stadion, MHSK Stadion, dat in 2009 werd afgebroken. Het nieuwe stadion werd in 2012 geopend met een vriendschappelijke wedstrijd tussen FC Bunyodkor en FC Pakhtakor.
Oorspronkelijk was men van plan dit stadion te gebruiken voor het Wereldkampioenschap voetbal vrouwen onder 20 in 2012, maar dit toernooi werd verplaatst naar Japan.